# Ozola grisescens
Ozola grisescens là một loài bướm đêm trong họ Geometridae.